# Анохин, Владилен Афанасьевич
Владилен (Владлен) Афанасьевич Анохин (13 февраля 1930 — 20 января 2019, Киев) - советский и украинский археолог и нумизмат, кандидат исторических наук (1964). Известен как специалист по античной нумизматике Северного и Юго-Западного Причерноморья.

## Биография
Родился 13 февраля 1930 года. В 1949-1954 годах обучался на кафедре истории и музееведения Киевского университета им. Т. Г. Шевченко. С 1969 года и до пенсии в 2010 году работал в отделе античной археологии Института археологии АН УССР.  В 1963-1971 годах инициатор издания и главный редактор ежегодника «Нумизматика и сфрагистика» (вышло 5 выпусков). С 2010 года на пенсии. Умер 20 января 2019 года в Киеве.

## Избранная библиография
- "Кувшин с рельефными изображениями Асклепия и Гигиеи" 1959
- "Монеты скифского царя Атея"  1965
- "Монеты Атея. Скифские древности "  1973
- "Монетное дело Херсонеса", 1977
- «The coinage of Chersonesus: IV century BC-XII century A», 1980
- "Монетное дело Боспора", 1986
- "Монеты-стрелки", 1986
- "Монетное дело и денежное обращение Керкинитиды (по материалам раскопок 1980-1982 годов)», 1988
- "Монеты античных городов Северо-Западного Причерноморья», 1989
- "Сельский округ Ольвии" » 1989
- "Монетное дело античных городов Северо-Западного Причерноморья», 1989
- "Античные монеты Северного Причерноморья», 1997, 2011
- «Griechische Schleuderbleie bei den Mauern von Olbia», 1998
- "История Боспора Киммерийского", 1999
- "Ольвия. Античное государство в Северном Причерноморье», 1999
- "Материалы, исследования и заметки по археологии и нумизматике», 2010[4]